# Marina Sereni
Marina Sereni (Foligno, 8 maggio 1960) è una politica italiana, già viceministro degli affari esteri e della cooperazione internazionale nei governi Conte II e Draghi.
È stata vicepresidente del Partito Democratico dal 2009 al 2013, dal 21 marzo 2013 al 22 marzo 2018 è stata vicepresidente della Camera dei deputati.

## Biografia
Nata a Foligno (Perugia) da Ines e Giuseppe, entrambi operai delle Ferrovie. Si è diplomata al Liceo Classico Federico Frezzi di Foligno, per poi spostarsi a Perugia, alla facoltà agraria dell'Università degli Studi della città, dove non ha mai concluso gli studi.
Nel 1974 s'iscrive alla Federazione Giovanile Comunista Italiana (FGCI), l'organizzazione giovanile del Partito Comunista Italiano (PCI), dopo gli articoli di Enrico Berlinguer sul compromesso storico, di cui diventa prima funzionaria e poi segretaria provinciale.
Già impegnata, nel 1991 aderisce alla svolta della Bolognina di Achille Occhetto dal PCI al Partito Democratico della Sinistra (PDS), per poi successivamente confluire nel 1998 nei Democratici di Sinistra (DS).
È stata consigliere regionale dell'Umbria, eletta per la prima volta nel 1985, e assessore regionale (nel 1993).

### Elezione a deputata
Alle elezioni politiche del 2001 viene candidata alla Camera dei deputati nel collegio elettorale di Foligno, sostenuta dalla coalizione di centro-sinistra L'Ulivo in quota DS, dove viene eletta deputata con il 48,13% dei voti contro i candidati della Casa delle Libertà Luciano Rossi (43,91%), di Democrazia Europea Domenico Lini (3,49%), della Lista Di Pietro Alberto Laganà (2,52%) e della Lista Pannella-Bonino Alessandro Pizzetti (1,95%).
Con l'elezione di Piero Fassino a segretario dei Democratici di Sinistra, a dicembre 2001 diventa membro della segreteria nazionale dei DS, prima con l’incarico di Responsabile Esteri ricoperto fino a febbraio 2005, e successivamente con il 3º Congresso dei DS a Roma, quello di responsabile dell'organizzazione.
Alle elezioni politiche del 2006 si ricandida alla Camera, tra le liste de L'Ulivo (che univa principalmente i DS e La Margherita) nella circoscrizione Umbria in seconda posizione, dov'è stata rieletta. Nella XV legislatura è stata componente della 4ª Commissione Difesa, nonché vice-capogruppo vicario e delegata d'aula del gruppo parlamentare Partito Democratico-L'Ulivo alla Camera dei deputati (facendo il capodelegazione dei deputati DS).
Nel 2007 aderisce allo scioglimento dei DS, sancito dal congresso di quell'anno, e la sua confluenza nel Partito Democratico (PD), di cui entra a far parte del suo comitato nazionale di 45 membri, che riunisce i leader delle componenti del futuro partito. Tra i costituenti del Partito Democratico, eletti con le elezioni primarie del 14 ottobre 2007, ha fatto parte della Commissione Statuto del PD.
Con la caduta del governo Prodi e la prematura fine della XV legislatura nel 2008, s'indicono nuove elezioni politiche, dove viene riconfermata per la terza volta alla Camera nella medesima circoscrizione tra le file del PD.

### Vicepresidente del PD
Alle elezioni primarie del PD nel 2009 sostiene la mozione di Dario Franceschini, segretario uscente del PD e vicesegretario del PD sotto Walter Veltroni, ma che risulterà perdente arrivando secondo al 34,27% dei voti contro il 53,23% dei voti di Pier Luigi Bersani, ex ministro dello sviluppo economico nel secondo governo Prodi, venendo successivamente eletta il 7 novembre 2009 vicepresidente del PD in rappresentanza della minoranza sconfitta alle primarie, insieme a Ivan Scalfarotto, rimanendo in carica fino al 15 dicembre 2013.

### Vicepresidente della Camera
L'8 gennaio 2013 la direzione nazionale del PD ricandida la Sereni alla Camera dei deputati, in quanto membro della direzione nazionale del partito, nella lista del PD come capolista nella circoscrizione Umbria in vista delle elezioni politiche del 24-25 febbraio 2013, dove viene rieletta deputata nella XVII legislatura.
Il 21 marzo 2013 è stata eletta vicepresidente della Camera dei deputati per il PD con 311 voti, maggior numero di preferenze.
Alle primarie del PD del 2013 appoggia, assieme con "AreaDem", la mozione del sindaco di Firenze Matteo Renzi, sostegno rinnovato anche nelle primarie PD del 2017.
Dopo la nomina della Ministra degli affari esteri Federica Mogherini ad Alta rappresentante dell'Unione per gli affari esteri e la politica di sicurezza, secondo Libero e Fabio Martini de La Stampa, la Sereni viene accreditata come sostituta della Mogherini in quanto donna, per mantenere la parità di genere nel governo, ma alla fine viene nominato come successore Paolo Gentiloni.

### Fuori dal Parlamento
Alle elezioni politiche del 2018 non è stata ricandidata al Parlamento. Successivamente alle primarie del PD del 2019 sostiene, assieme ad "Area Dem", la mozione di Nicola Zingaretti, presidente della Regione Lazio e candidato con la carriera amministrativa più lunga alle spalle, che risulterà vincente con il 66% dei voti.
Il 16 giugno 2019 Zingaretti, eletto segretario del PD, la nomina nella segreteria nazionale del partito, incaricandola come Responsabile Enti Locali/Autonomie.

### Viceministro degli Esteri
In seguito alla nascita del governo Conte II tra PD, Movimento 5 Stelle e LeU, il 13 settembre 2019 viene nominata dal Consiglio dei Ministri Viceministro degli Affari esteri e della Cooperazione internazionale, affiancando il ministro pentastellato Luigi Di Maio. Il 24 febbraio 2021 viene riconfermata Viceministro degli Esteri e Cooperazione internazionale nel governo Draghi.

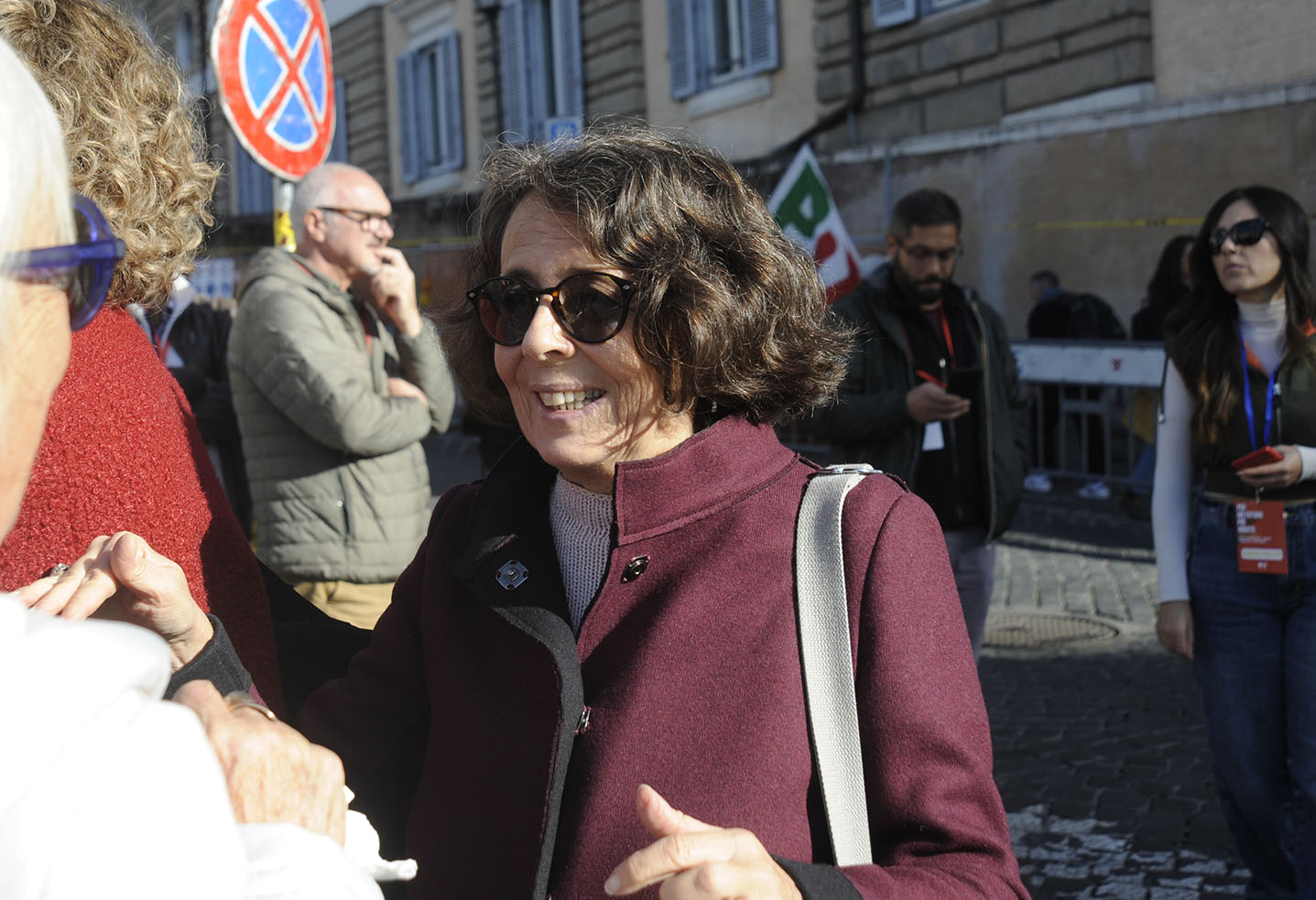
Sereni alla manifestazione PD a piazza del Popolo 2023

Durante questo periodo si è occupata della liberazione di Silvia Romano, volontaria milanese di 25 anni rapita in Kenya nel 2018, avvenuta grazie ai servizi segreti.

### Dopo la Farnesina
In vista delle elezioni anticipate 2022, nonostante varie sollecitazioni in tal senso, sceglie di non candidarsi.
Alle primarie del PD del 2023 sostiene la mozione di Elly Schlein, deputata del PD ed ex vicepresidente della Regione Emilia-Romagna, che risulterà vincente con il 53,75% dei voti. Ad aprile 2023 viene nominata responsabile con delega al diritto alla salute e sanità nella segreteria nazionale del PD.